# Икки (река)
Икки — река в Мурманской области России. Протекает по территории городского округа Ковдорский район. Левый приток реки Ёна.
Длина реки составляет 16 км. Площадь бассейна составляет 74,2 км².
Берёт начало в тундрах на высоте 300 м над уровнем моря. Протекает по лесной, местами болотистой местности. Проходит через озёра Верхнее Икки и Нижнее Икки. Впадает в Ёну на высоте 169 м над уровнем моря в 31 км от устья. Населённых пунктов на реке нет.

## Данные водного реестра
По данным государственного водного реестра России относится к Баренцево-Беломорскому бассейновому округу, водохозяйственный участок реки — река Нива, включая озеро Имандра. Речной бассейн реки — бассейны рек Кольского полуострова и Карелии.
Код объекта в государственном водном реестре — 02020000312101000009885.